# 拉爾夫·林頓
拉爾夫·林頓（英語：Ralph Linton，1893年2月27日—1953年12月24日）是一位美國人類學家，以其著作《The Study of Man》（1936）和《The Tree of Culture》（1955）著稱。

## 早年
1893年，林頓出生於費城的一個貴格會家庭，1911年進入斯沃斯莫爾學院學習。曾在一個科研基地研究考古學，并前往危地馬拉的基里瓜進行為期一年的野外調查。
雖然林頓是一位人類學家，但早期教育大多只堪堪與人類學沾邊。後來升入賓州大學與弗蘭克·斯佩克一起學習考古學碩士課程，並在新澤西及新墨西哥進行過野外調查。
拉爾夫·林頓在哥倫比亞大學獲博士學位。1917年至1919年的一戰期間入伍并前往法國的第42步兵師服役，曾遭到德軍毒氣襲擊。據此時期的經驗，他後來發表了一篇文章《Totemism and the A.E.F.》（American Anthropologist vol. 26:294-300），認為軍隊對自己的標誌的認同是一種圖騰崇拜。
歸國之後林頓轉學到哈佛大學，與厄内斯特·胡頓、羅蘭·迪克遜等人為同學。在哈佛學習一年之後，林頓前往梅薩維德國家公園考察，後來在E.S.C. Handy的帶領下前往主教博物館及馬克薩斯群島等地。在太平洋考察時，關注領域轉移到人類學上，1922年從馬克薩斯群島回國，1925年接受哈佛大學的博士學位。

## 學術領域
畢業之後得到了一份在菲爾德博物館的工作。1925年至1927年間，前往馬達加斯加為博物館收集藏品并開始研究南島民族的僑民及馬克薩斯群島文化。1933年出版《The Tanala: A Hill Tribe of Madagascar》 ，這是他出版的最詳盡的人種志。
歸國之後在威斯康辛大學麥迪遜分校的社會學部下的人類學部門工作，他是該部門的第一位員工，後來此部門得以獨立。他的許多學生後來也成了學者，例如克萊德·克拉克洪和馬文·奧普勒。1936年寫成《The Study of Man》。
1937年前往哥倫比亞大學任人類學部領頭人，是法蘭茲·鮑亞士的繼任。鮑亞士的學生並不支持他的工作，他們認為魯思·本尼迪克特才是最佳人選。為此林頓利用他在FBI工作的學生指控這些反對者為共產黨，一些人例如吉恩·韋爾特菲什因此被列入FBI的黑名單中。終其一生林頓與鮑亞士主義者，尤其是魯思·本尼迪克特的關係都極其惡劣。
二戰之後寫成《The Science of Man in the World Crisis》（1945）和《Most of the World》。之後在1946年至1953年間於耶魯大學任教。并開始寫作《The Tree of Culture》。1950年被選為美國文理科學院院士。1953年的聖誕夜因在南美所患疾病的併發症發作去世，其妻阿德琳·林頓（Adelin Hohlfield Linton）代其完成了《The Tree of Culture》一書。

## 外部連結
- 100 Percent American （页面存档备份，存于）—A well-known popular piece by Linton.
- National Academy of Sciences Biographical Memoir （页面存档备份，存于）